# Should I Stay or Should I Go
«Should I Stay or Should I Go» es una canción de la banda de punk The Clash, lanzada como sencillo e incluida en el álbum Combat Rock. El sencillo se convirtió en el único de la banda que alcanzó el número uno en las listas británicas, aunque una década después de que fuera originalmente lanzado.

## Estilo y significado
El tema es quizá el corte más tradicionalmente Clash del álbum, tendiendo hacia un sonido retropunk y una estructura de blues. La canción fue escrita en 1981 y muchos observadores han visto la letra del tema como un posible comentario de Mick Jones sobre su posición en la banda y su inminente expulsión de la misma (de hecho el estribillo "should I stay or should I go" es traducible al español como "debería quedarme o debería irme"). Por otro lado, otros argumentan que se inspira en la vida amorosa del guitarrista ya que en aquella época Jones tenía una relación inestable con su novia Ellen Foley que pronto finalizaría por lo cual la canción podría interpretarse como una discusión interna de Mick sobre si debería continuar con la relación o buscarse algo mejor aunque otras versiones dicen que están basada en la guerra de malvinas. Los coros en español son cantados por Joe Strummer:

De repente dije: "Voy a hacer los coros en español..." Necesitábamos un traductor, así que Eddie García, el técnico de sonido, llamó a su madre a Brooklyn Heights y le leyó la letra por el teléfono, y ella la tradujo. Pero Eddie y su madre son ecuatorianos, así que es español ecuatoriano lo que Joe Ely y yo cantamos en los coros.
Joe Strummer (1991)

## Versiones
«Should I Stay or Should I Go» ha sido versionada por muchos artistas, incluyendo Skin, Ice Cube, Nirvana, Ramones, Mack 10, Guitar Wolf, L.A. Guns, Die Toten Hosen, The Krewmen, Living Colour, Lax'n'Busto, Kylie Minogue, y MxPx con la participación del mismo Joe Strummer.
Mick Jones sampleó el corte para la canción de su banda Big Audio Dynamite II "The Globe".
En La luz del ritmo, álbum del año 2008 de Los Fabulosos Cadillacs se incluye una versión de dicha canción.
Esta versión es la única versión autorizada de la canción en español.
En el DVD en vivo de Karamelo Santo, "El Baile oficial", también se incluye una versión Rock y Ska del tema.
Otra versión en español conocida y que también esta en Re mayor y es Punk, es del grupo Chileno " Los Miserables", primeramente presentada en el Programa " Raras Tocatas Nuevas " en Radio Rock And Pop de Chile, y luego grabada en estudio para el álbum " Gritos de la Calle" del año 2001, con el nombre " O te quedas o te vas".
En marzo de 1991, la banda permitió que la canción fuera usada en un comercial de Levi's. El sencillo fue relanzado y gracias al anuncio subió al número uno, convirtiéndose así en el primer y único número uno de la banda en el UK singles chart.
En 1995, el grupo brasileño "Mamonas Assassinas" incluyó el riff inicial de esta canción en su canción "Chopis Centis".
En 2004, la revista Rolling Stone la ubicó en el puesto 228 en su lista de las 500 mejores canciones de todos los tiempos.
En 2012, One Direction incluyó el riff inicial de esta canción en su sencillo «Live While We're Young».
También apareció en la película Rugrats Go Wild cuando Angélica viaja con la hija mayor de los Thornberry's.
En 2014, la casa creadora Ubisoft, uso en su videojuego "Farcry 4" la canción como tema principal (Créditos y apertura)
En 2016, la serie estadounidense de ciencia ficción Stranger Things utilizó la canción como uno de los hilos principales en la trama de la serie.
En 2018, esa canción aparece en la publicidad de Pantene junto a Tini Stoessel.
Christina Rosenvinge la cita en su canción "Pulgas en el corazón": Un chaval pide monedas para echar en la Jukebox y ha puesto quince veces Should I stay or should I go.
La banda uruguaya El Cuarteto de Nos la cita en su canción "Así soy yo": Y no me mata la indecisión, si should I stay. o should I go